# Puszcza Nidzicka
Puszcza Nidzicka - kompleks leśny w południowo-zachodniej części Pojezierza Mazurskiego, między Szczytnem a Nidzicą.
Powierzchnia: ok. 590 tys. ha.
Charakteryzuje się urozmaiconą, polodowcową rzeźbą terenu - pagóry wałów morenowych i równiny sandrowe. Porastają ją drzewostany sosnowe, z domieszką dębów na siedliskach żyźniejszych. W miejscach wilgotnych spotyka się domieszkę świerka.
Na terenie Puszczy Nidzickiej znajduje się kilka rezerwatów przyrody (m.in. ze stanowiskiem ginącego żółwia błotnego).
W obrębie Puszczy znajdują się liczne jeziora (Łańskie, Omulew, Dłużek).

## Galeria

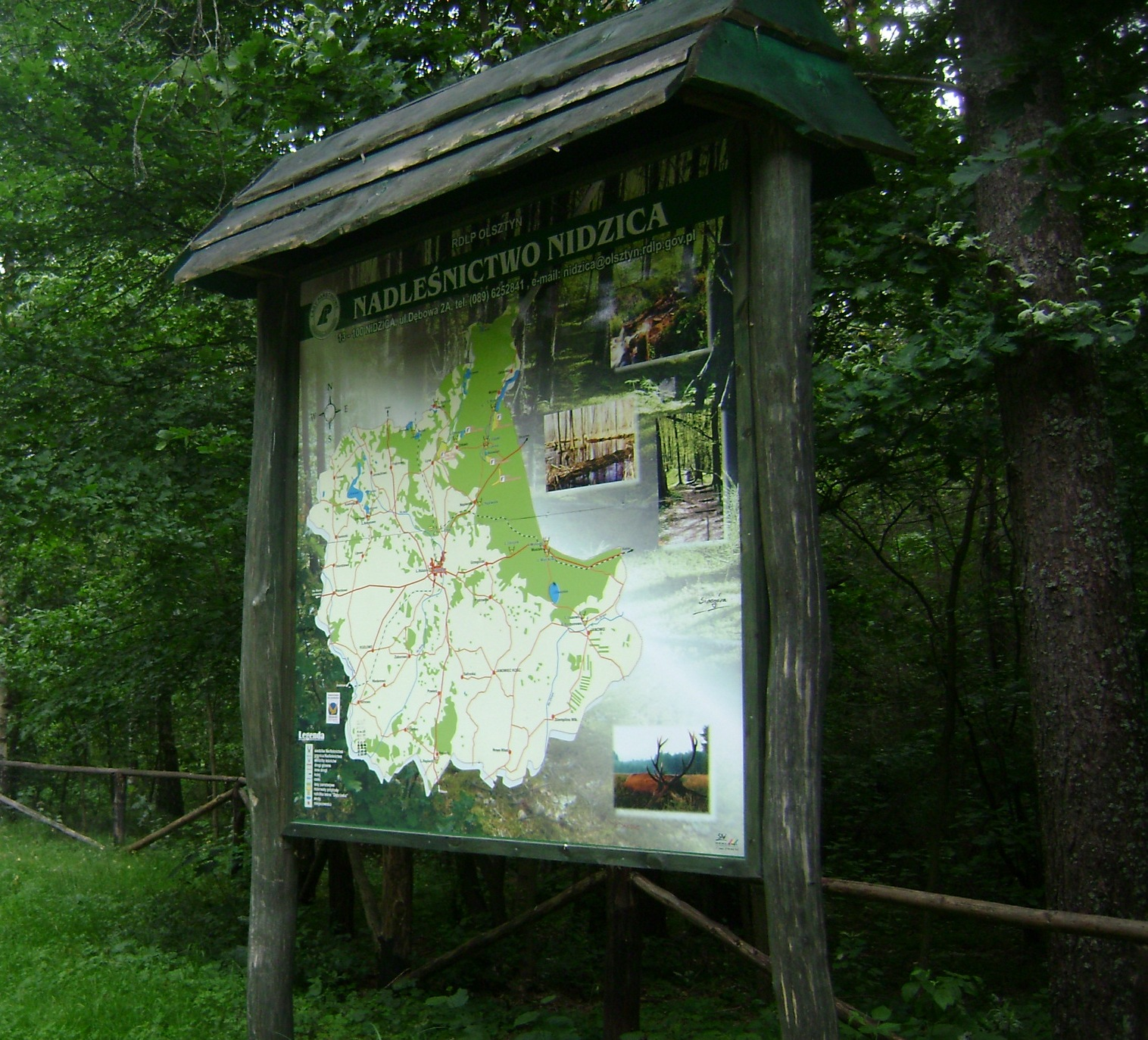
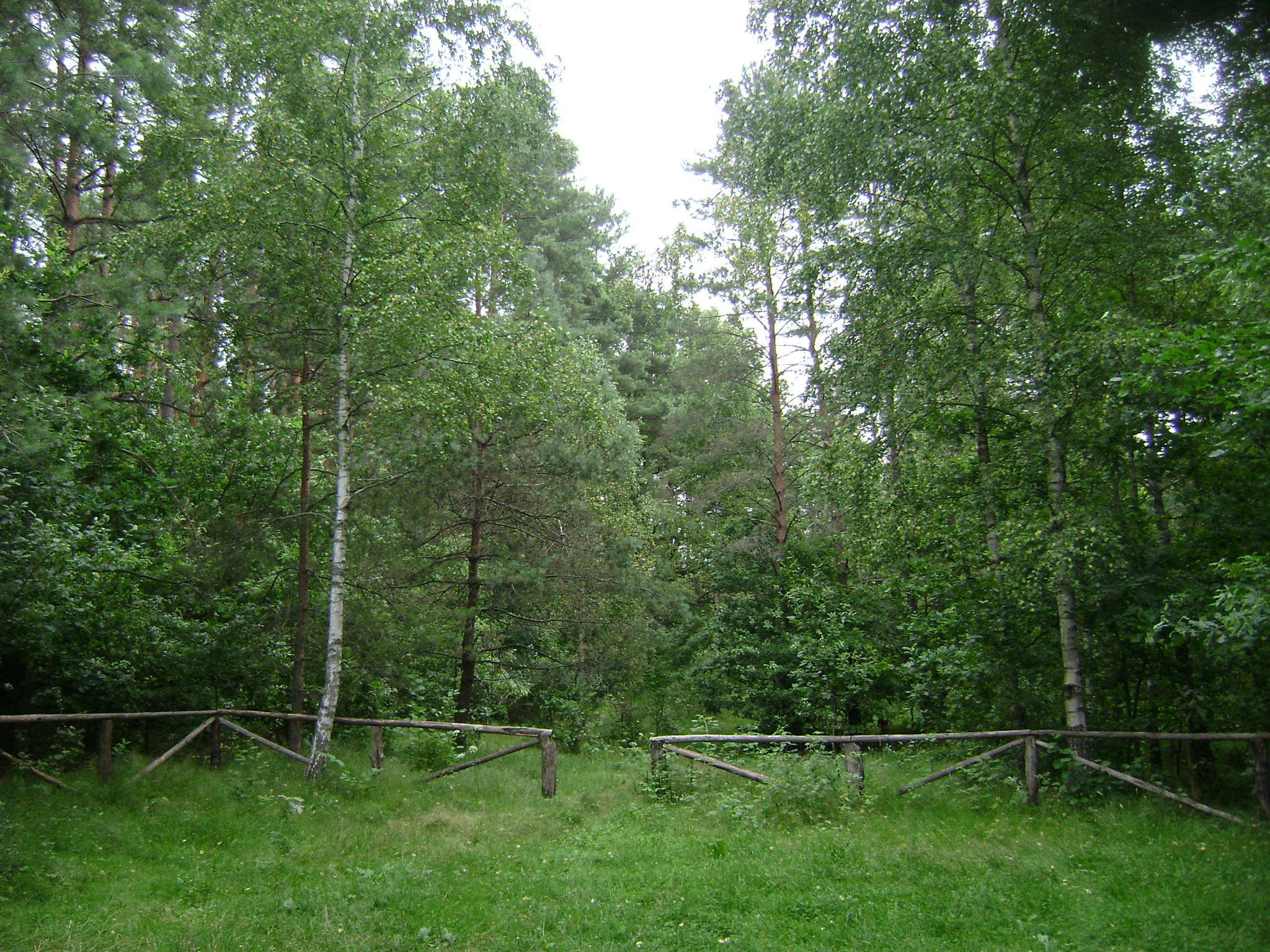
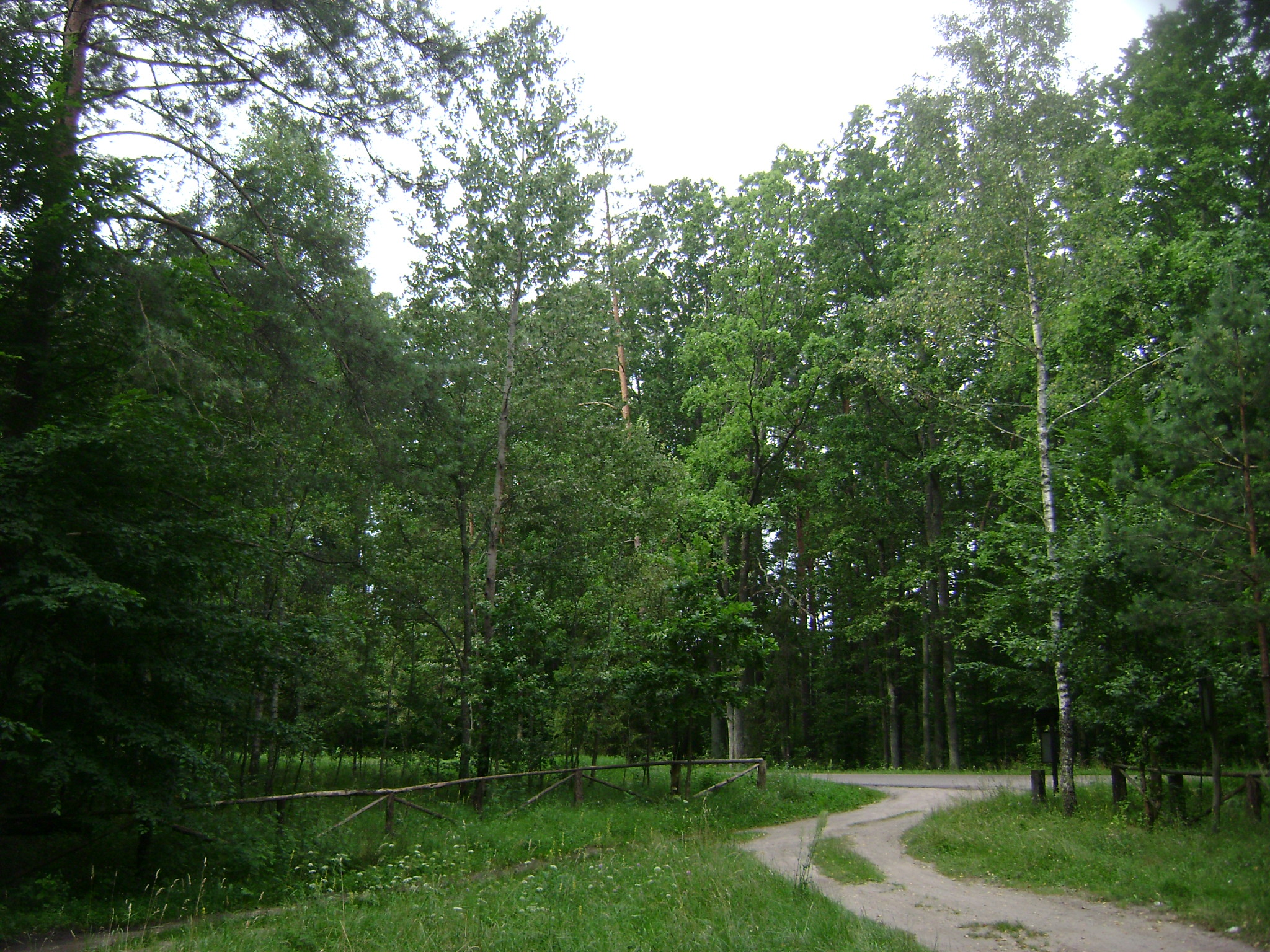
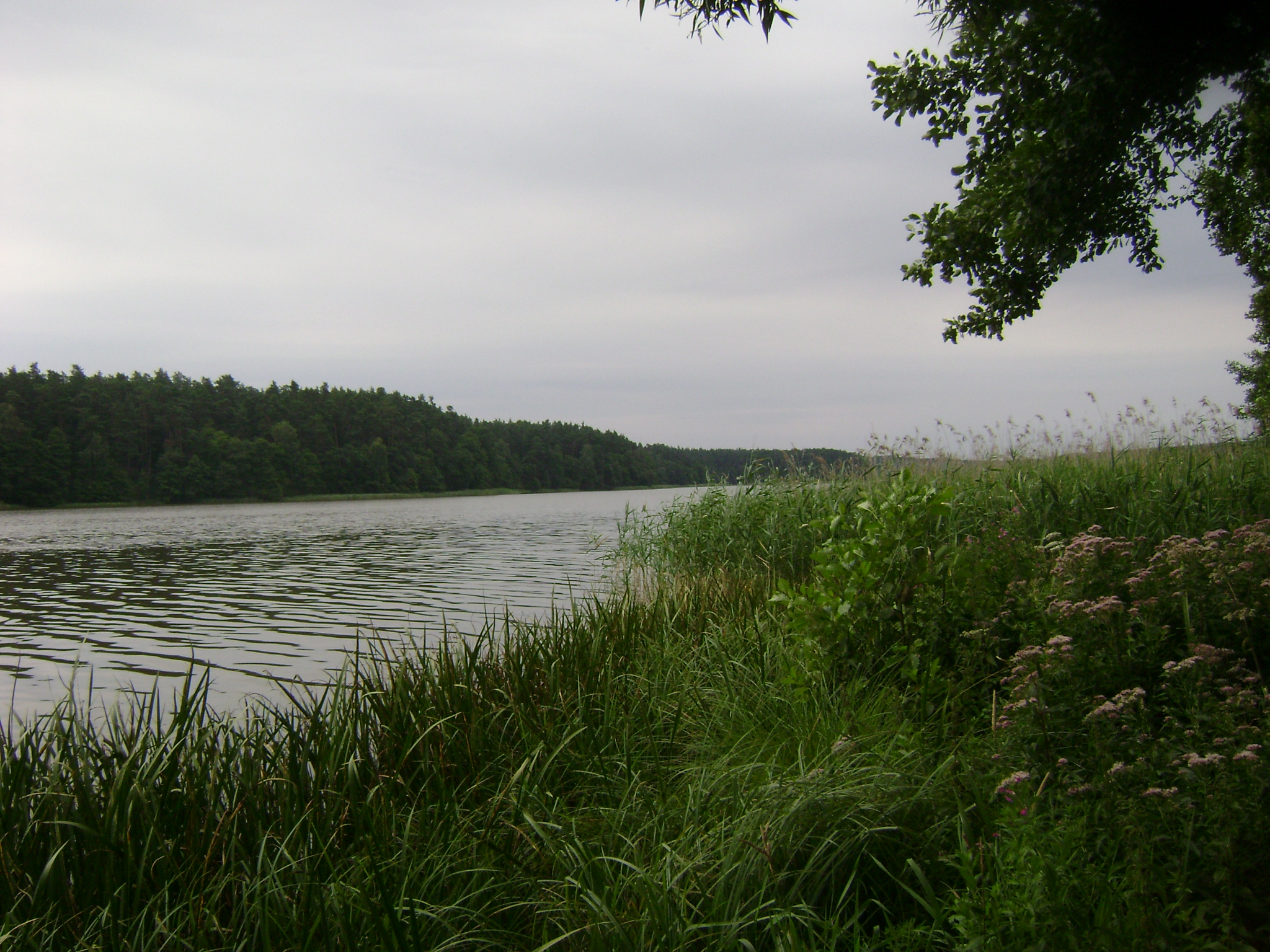